# Torre del Reloj (Salón de Provence)
La torre del reloj de Salon-de-Provence es una torre de reloj del Siglo XVII, protegida como monumento histórico, situada en el municipio de Salon-de-Provence, en el departamento francés de Bocas del Ródano. 

## Historia
En 1626, la comunidad de Salon decidió erigir una torre con un reloj para sustituir la antigua puerta de la ciudad de Farreiroux  que había sido demolida. Los dos pisos de la torre se terminaron en 1630 y el tercer piso, cuya construcción se decidió años después, se terminó en 1664. En 1792, el escudo real que figuraba en los escudos sobre los portales fue sustituido por la inscripción "«La loi» (la ley). La torre fue objeto de varias campañas de restauración a lo largo de los años (1785, 1890, 1912). En 1909 sufrió un terremoto que congeló el reloj a las 9:10 h.
La torre está protegida como monumento histórico: el beffroi y la campana de hierro y bronce están clasificados por decreto de 30 de noviembre de 1912, el resto de la torre está catalogado por decreto de 28 de diciembre de 1926.

## Descripción
La torre de mampostería se compone de tres pisos rematados por un campanil que contiene una campana. El estilo recuerda a las «torres chinas» y la parte inferior tiene una arquitectura jónica. La ubicación de la torre permite que el viento dominante, el mistral, lleve el sonido de las campanas hacia el interior de la ciudad.

## Relojería
Hay varias esferas en los laterales de la torre. En el lado exterior de la ciudad, una esfera muestra las fases de la luna, mientras que en el interior, una esfera muestra la hora y el calendario semana. Los días de la semana en el calendario semanal están representados por varias figuras: Sol (domingo), Luna (lunes), Marte (martes), Mercurio (miércoles), Júpiter (jueves), Venus (viernes), Saturno (sábado). En el interior, toda la antigua maquinaria mecánica ha sido sustituida por «medios modernos»: motores, cajas electrónicas, antena de satélite. De hecho, un corte de electricidad detendría el reloj.

## Galerie

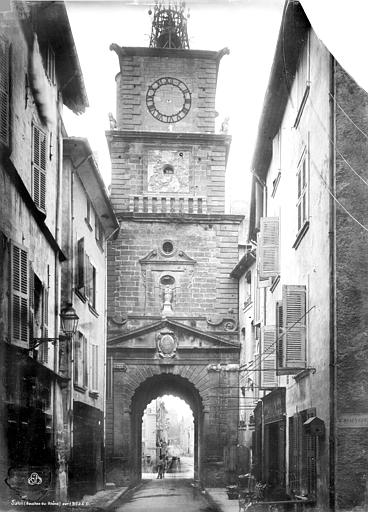
La torre en 1891.
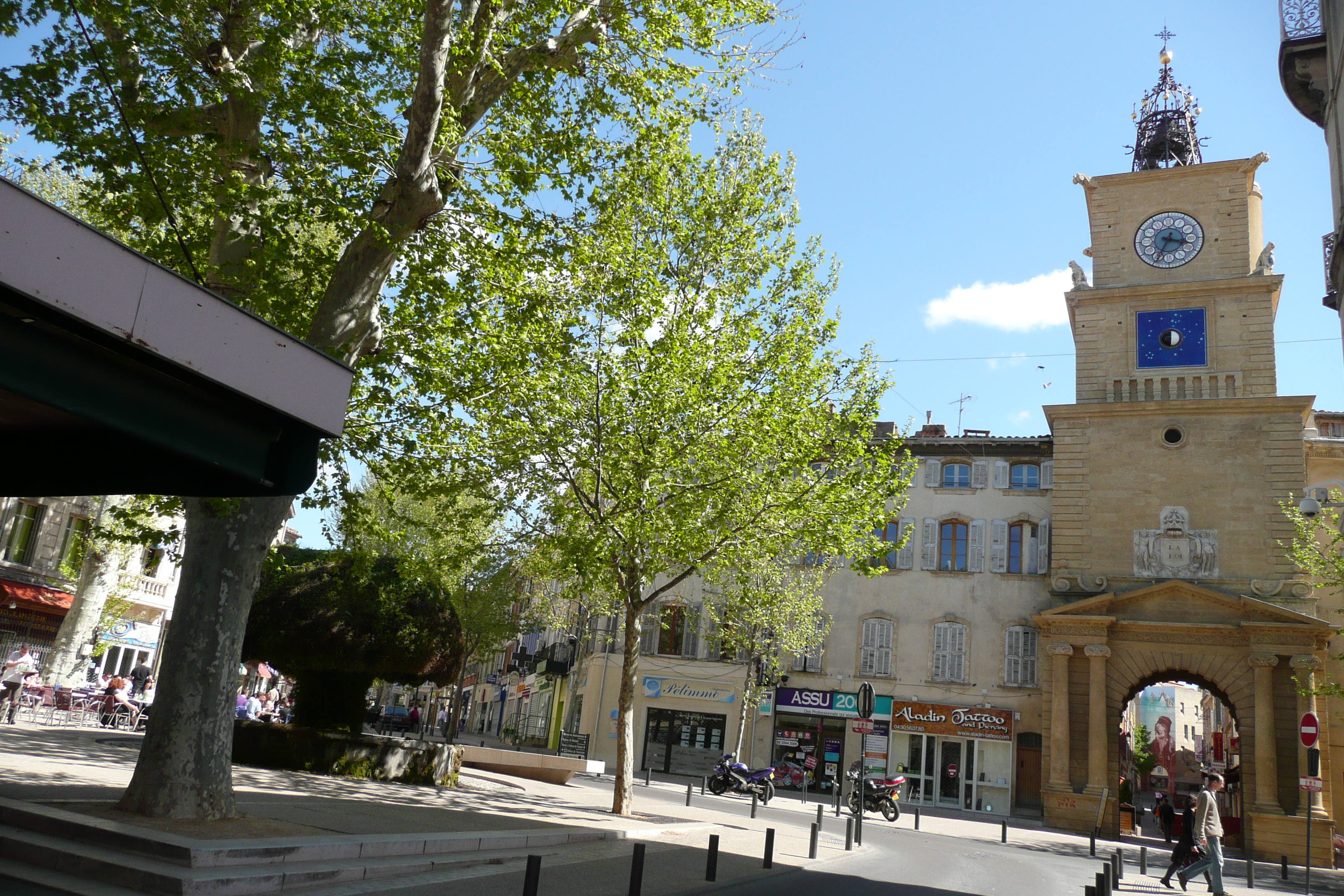
La torre en la plaza
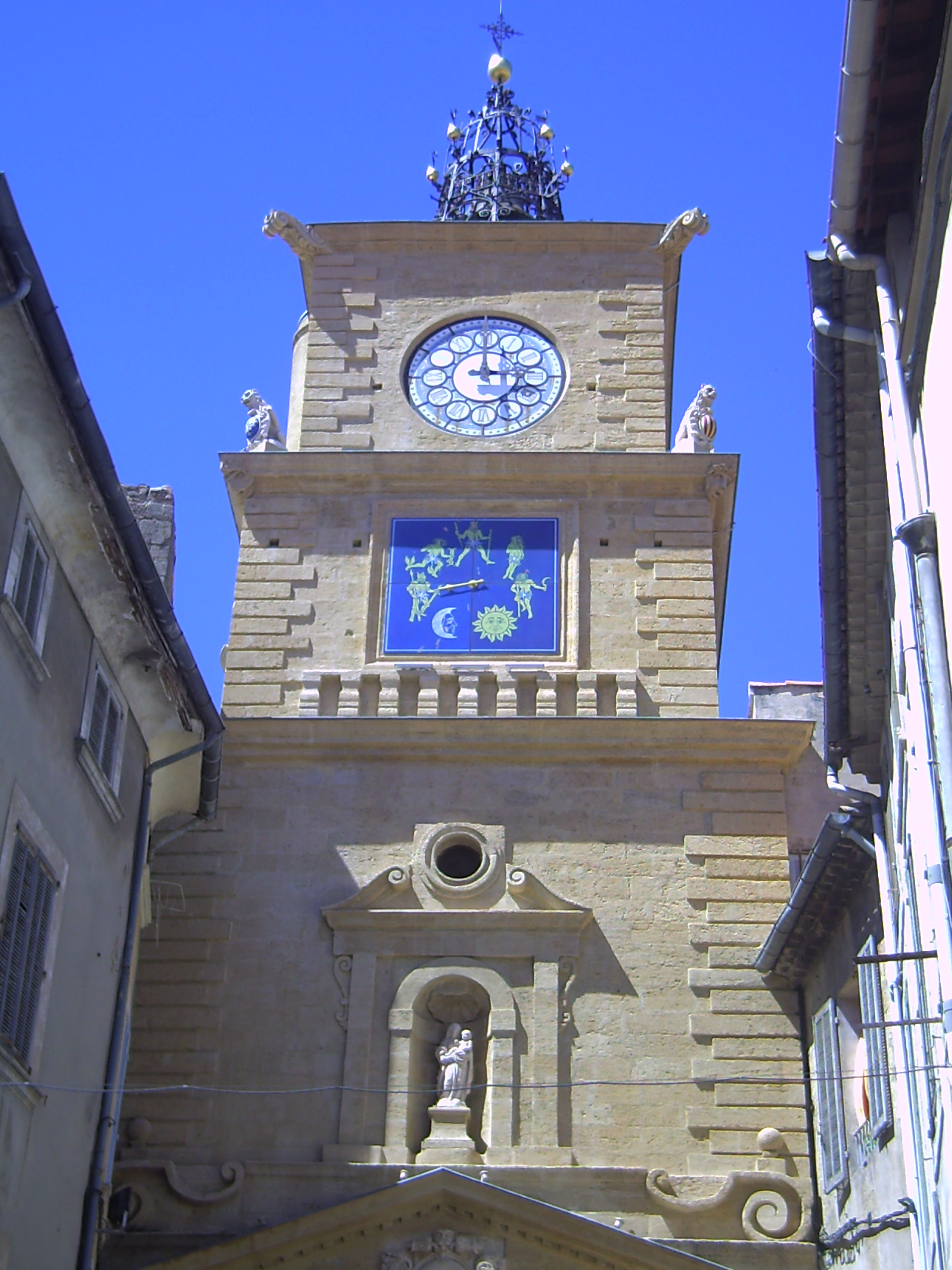
Detalle del semanario.